# Montero (Call Me by Your Name)
Pour les articles homonymes, voir Montero (homonymie) et Call Me by Your Name.
Singles de Lil Nas X
Holiday
(2020) Sun Goes Down (en)
(2021)
Clip vidéo
[vidéo] « MONTERO (Call Me By Your Name) », sur YouTube
Montero (Call Me by Your Name) est une chanson du rappeur américain Lil Nas X.
On entend pour la première fois un extrait de cette chanson dans une vidéo publiée sur son compte Instagram. Elle est ensuite apparue dans une publicité du Super Bowl LV en février 2021, et sort officiellement le 26 mars 2021, avec une version étendue publiée trois jours plus tard, le 29 mars. Écrite par Lil Nas X avec ses producteurs Take a Daytrip, Omer Fedi et Roy Lenzo, la chanson est éponyme de l'album Montero, dont la sortie est prévue pour l'été 2021,,.

## Crédits
- Montero Hill - auteur-compositeur[6]
- Denzel Baptiste - auteur-compositeur, producteur, ingénieur du son, chœurs[6]
- David Biral - auteur-compositeur, producteur, chœurs[6]
- Omer Fedi - auteur-compositeur, producteur, guitare[6]
- Roy Lenzo - auteur-compositeur, producteur, ingénieur du son[6]
- Serban Ghenea - ingénieur mixage[6]

## Clip

### Description
Le clip commence par une vue d'un ciel couvert, avec des nuages menaçants. La caméra descend au niveau du sol, où elle effectue un travelling à travers un champ de ruines jusqu'à Lil Nas X, figurant Adam au pied de l'arbre de la connaissance, jouant de la guitare. Le diable, sous forme de serpent avec le visage de Lil Nas X, tente de le séduire. Adam s'enfuit, mais le serpent apparaît dans les arbres, les fleurs et les nuages, puis reprend sa forme. Adam cède à la tentation, chute dans l'herbe et accepte une relation sexuelle avec lui. La caméra se déplace vers l'arbre de la connaissance, où figure une citation du Banquet de Platon exprimant le mythe d'Aristophane :
« ἐπειδὴ οὖν ἡ φύσις δίχα ἐτμήθη, ποθοῦν ἕκαστον τὸ ἥμισυ » (191a)
Traduction du grec ancien : « Cette division étant faite, chaque moitié cherchait à rencontrer celle qui lui appartenait. »
Dans une transition de papier brûlé, Lil Nas X, enchaîné, portant une perruque et une tenue en fourrure dénudée roses, est conduit au centre d'un amphithéâtre par deux gardes eux-aussi joués par le rappeur, en perruque bleue et portant des tenues couvrantes en denim. Un panel d'hommes le juge, avant qu'il soit lapidé par une foule, toujours entièrement joué par lui-même, à l'aide de plugs anaux.
Tué par l'un d'eux, il monte vers le paradis où l'attend une créature ailée à contre-jour. Mais au moment d'arriver, une barre de pole dance apparaît ; il la saisit et entame une descente aux enfers en dansant. Arrivé, il se dirige vers le palais du diable où, à même le sol, est inscrit Damnant quod non intelligunt (traduction : « Ils condamnent ce qu'ils ne comprennent pas »). Il offre au diable, qui porte des satan shoes, toujours joué par lui-même, un lap dance avant de lui rompre le cou. Il s'empare alors de ses cornes, qu'il place sur sa tête ; ses yeux deviennent entièrement blancs et ses ailes noires s'ouvrent.

### Censure
En France, les chaînes M6 Music et MCM censurent le clip ; les scènes à partir du lap dance ne sont pas diffusé et le clip s'arrête à l'arrivée de Lil Nas X dans le palais du diable. CStar diffuse un autre clip où on voit Lil Nas X en studio d'enregistrement et chez lui[réf. nécessaire]. Trace Urban, quant à elle, diffuse le clip dans son intégralité sans signalétique et en journée. Seul NRJ Hits diffuse le clip avec une signalétique -12 et après 22h.

### Analyse

#### Acceptation de son homosexualité
Le clip raconte l'histoire de l'acceptation de sa propre homosexualité par Lil Nas X : alors qu'il commence par la fuir (le jardin), puis par sombrer dans l'homophobie intériorisée (l'amphithéâtre), il finit par l'accepter et devenir pleinement lui-même (l'enfer). Cette interprétation, qui correspond à la manière dont l'artiste présente son intention avec cette chanson, est renforcée par la citation grecque placée sur l'arbre de la connaissance, un vers du banquet de Platon parlant du mythe de l'androgyne : initialement, les humains étaient doubles, homme/homme, femme/femme ou homme/femme, et ils ont été coupés en deux, chacun passant son temps à rechercher sa moitié ; ici, la moitié n'est pas à comprendre comme une autre personne, mais comme une autre partie de soi, à savoir l'homosexualité.

#### Subversions de codes antiques, bibliques et hip-hop
Outre la réinterprétation du mythe de l'androgyne de Platon comme la recherche de soi-même, lecture déjà abordée par le film Hedwig and the Angry Inch, Lil Nas X subvertit plusieurs thématiques antiques et bibliques.
En incarnant les personnages d'Adam et du Diable, mais aussi une figure herculéenne dans l'amphithéâtre, Lil Nas X, homme noir homosexuel, en propose une nouvelle représentation et, plus généralement, permet à des figures universelles de ne pas être uniquement incarnées par des figures blanches et hétérosexuelles.
S'il existe déjà une utilisation d'Hercule comme une valorisation de l'hyper-virilité masculine, ce que propose Lil Nas X dans son clip est plutôt une référence à la figure d'Hercule enchaînée comme objet de désir homosexuel.
Enfin, Lil Nas X prolonge la subversion de l'imagerie hip-hop : si à l'origine les danses sexualisées sont réservées à des danseuses qui ne parlent pas et entourent le rappeur pour valoriser sa virilité, Nicki Minaj subvertit cela en rappant et dansant à la fois. Lil Nas X va encore plus loin en reprenant ces postures lascives à son compte, s'appropriant ainsi des codes féminins tout en les utilisant pour montrer deux hommes et pas uniquement une femme dansant pour un homme.

## Classements hebdomadaires
| Classement (2021)                       | Meilleure position |
| --------------------------------------- | ------------------ |
| Allemagne (GfK Entertainment)           | 2                  |
| Australie (ARIA)                        | 3                  |
| Autriche (Ö3 Austria Top 40)            | 1                  |
| Belgique (Flandre Ultratop 50 Singles)  | 2                  |
| Belgique (Wallonie Ultratop 50 Singles) | 2                  |
| Canada (Canadian Hot 100)               | 1                  |
| Danemark (Tracklisten)                  | 2                  |
| Espagne (PROMUSICAE)                    | 5                  |
| États-Unis (Hot 100)                    | 1                  |
| Finlande (Suomen virallinen lista)      | 1                  |
| France (SNEP)                           | 1                  |
| Irlande (IRMA)                          | 1                  |
| Italie (FIMI)                           | 15                 |
| Norvège (VG-lista)                      | 14                 |
| Nouvelle-Zélande (RMNZ)                 | 2                  |
| Pays-Bas (Single Top 100)               | 2                  |
| Portugal (AFP)                          | 1                  |
| Royaume-Uni (UK Singles Chart)          | 1                  |
| Suède (Sverigetopplistan)               | 4                  |
| Suisse (Schweizer Hitparade)            | 2                  |

## Charts
La chanson atteint la première place du classement américain Billboard Hot 100. C'est la deuxième fois que Lil Nas X accomplit cet exploit (Old Town Road avait été numéro 1 du Billboard Hot 100 pour une durée de 17 semaines). 